# Fushimi Sadanaru
Le prince Fushimi Sadanaru (伏見宮貞愛親王, Fushimi-no-miya Sadanaru-Shinnō), 9 juin 1858 – 4 février 1923, est le 22e chef de la shinnōke (branche de la famille impériale) Fushimi-no-miya. Il est Gensui (maréchal) dans l'Armée impériale japonaise.

## Jeunesse
Le prince Sadanaru naît à Kyoto, quatorzième fils du prince Fushimi Kuniie (1802–1875). Il est donc demi-frère des princes Yamashina Akira, Kuni Asahiko, Kitashirakawa Yoshihisa et Kan'in Kotohito. Il succède à son père comme chef de la maison Fushimi-no-miya en 1875.

## Mariage et famille
En 1872, le prince Fushimi Sadanaru épouse la princesse Arisugawa Toshiko (1858–1927), fille du prince Arisugawa Taruhito, dont il a une fille et trois fils.
1. Prince Fushimi Hiroyasu (博恭王, Hiroyasu-ō?) 16 octobre 1875-16 août 1946.
2. Prince Fushimi Kunika (邦芳王, Kunika-ō?) 1880-1933.
3. Prince Fushimi Akinori (昭徳王, Akinori-ō?) 1881-1883.
4. Princesse Fushimi Sachiko (禎子女王, Sachiko Joō?) 1885-1966; épouse le comte Toyokage Yamauchi.

## Carrière militaire
Officier de carrière, le prince intègre l'académie militaire en 1873 et prend part comme lieutenant à la rébellion de Satsuma. Promu capitaine en 1878, il étudie la tactique militaire à l'École spéciale militaire de Saint-Cyr en France et plus tard en Allemagne dans les années 1870. À son retour au Japon, il est promu major en 1881 et préconise la création d'une version japonaise d'un état-major général d'armée sur le modèle prussien. Il est promu lieutenant-colonel en 1884, colonel en 1887 et général de brigade en 1889. Il reçoit le Grand Cordon de l'ordre du Chrysanthème en 1886.
Le général de brigade prince Fushimi a des liens étroits avec Louis-Émile Bertin. Il est invité à Shiba dans la résidence de Bertin, en 1886, en présence de l'amiral Henri Rieunier, commandant en chef la division navale des mers de Chine et du Japon et de grands dignitaires de l'empire du soleil levant.
Il sert en tant que commandant lors de la guerre sino-japonaise (1894-1895) à la tête de la 4e division de l'AIJ et débarque ses forces dans la péninsule du Liaodong en Chine en 1894. Il participe ensuite à l'invasion japonaise de Taïwan de 1895.
Il représente l'empereur Meiji au couronnement du tsar Nicolas II de Russie le 26 mai 1896. En 1898, il est promu général de division est affecté au commandement de la 10e division de l'AIJ basée à Himeji. En 1901, il est nommé commandant de la 1re division.

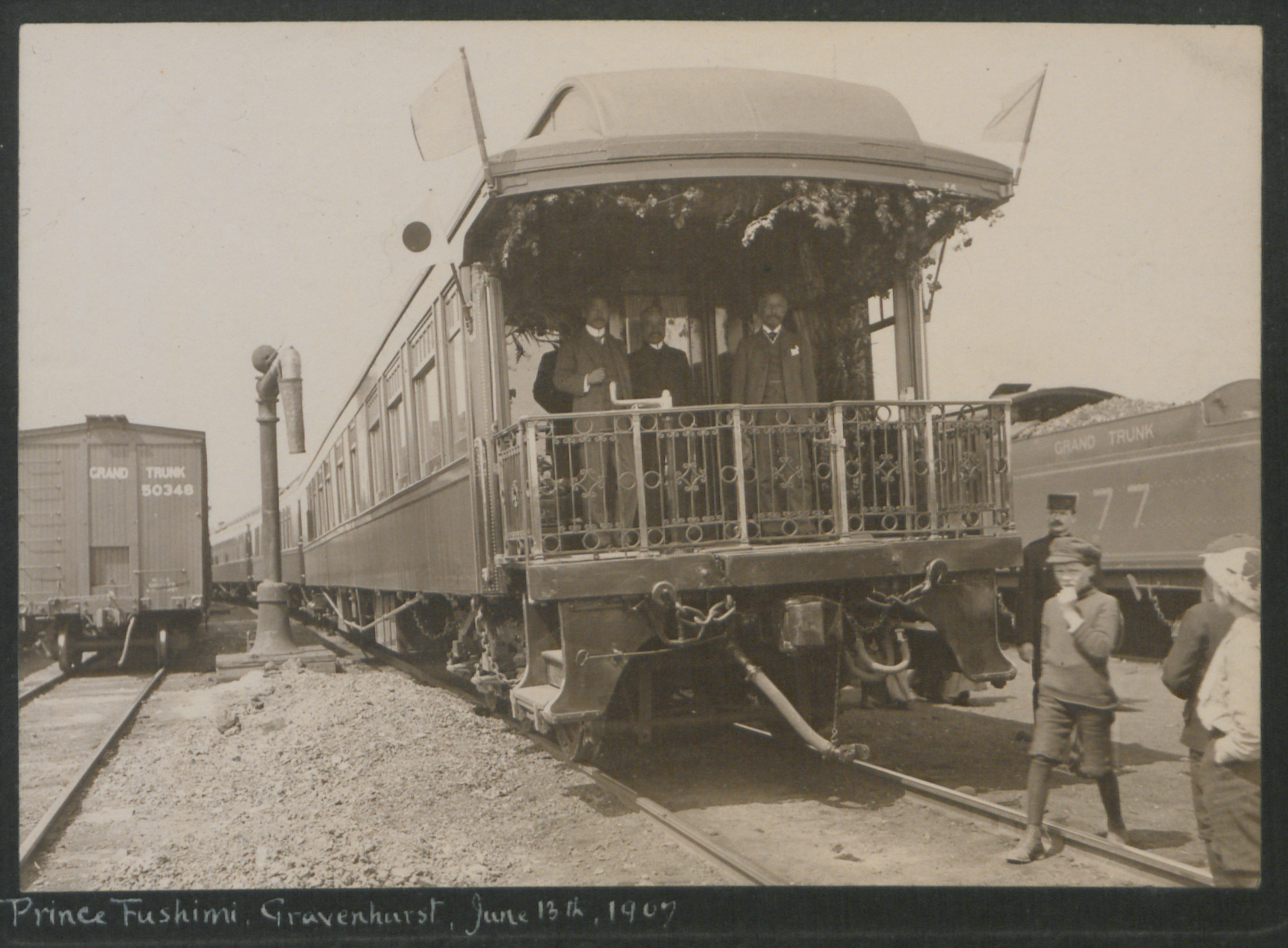
Le prince Fushimi en visite au Canada, 1907

En 1904, lors du déclenchement de la guerre russo-japonaise il débarque à nouveau ses forces dans la péninsule du Liaodong. En juin, il est promu général de corps d'armée et rappelé au Japon pour siéger au Conseil suprême de guerre avant d'être envoyé par l'empereur Meiji en mission diplomatique aux États-Unis. Après la conclusion du traité de Portsmouth, il est envoyé de nouveau en Angleterre pour une mission de remerciements du gouvernement japonais pour les conseils et l'assistance reçus des Britanniques pendant la guerre. Au cours de cette mission, il s'arrête aussi à Honolulu pour y rencontrer la communauté japonaise qui y réside. En 1909, il est de nouveau envoyé en mission diplomatique, cette fois en Chine. Le prince Fushimi représente également le Japon aux obsèques nationales du roi Édouard VII le 20 mai 1910. Il rencontre le nouveau roi George V au palais de Buckingham.
Le prince Fushimi est un proche conseiller de Yoshihito (futur empereur Taishō) alors prince héritier. Après la mort de l'empereur Meiji en 1911, il exerce la fonction de Gardien du sceau privé du Japon de 1912 à 1915, devenant ainsi le seul prince impérial à avoir servi à ce poste.
Il est promu au grade essentiellement honorifique de maréchal en 1915 et reçoit le Grand Collier de l'Ordre suprême du Chrysanthème en 1916.
Fushimi Sadanaru meurt de la grippe le 5 février 1923 dans sa résidence secondaire à Cap Inubō dans la préfecture de Chiba et se voit accorder des funérailles d'État. La princesse douairière Fushimi Toshiko décède le 3 janvier 1930. Son fils, le prince Fushimi Hiroyasu, lui succède comme amiral de la Flotte

## Honneurs
Parmi ses décorations japonaises figurent l'ordre suprême du Chrysanthème, l'ordre du Milan d'or (2e classe). Il est récipiendaire par ailleurs d'autres honneurs et décorations :
- Ordre du Bain, Hon. Knight Grand Cross, 1907[2].

## Galerie

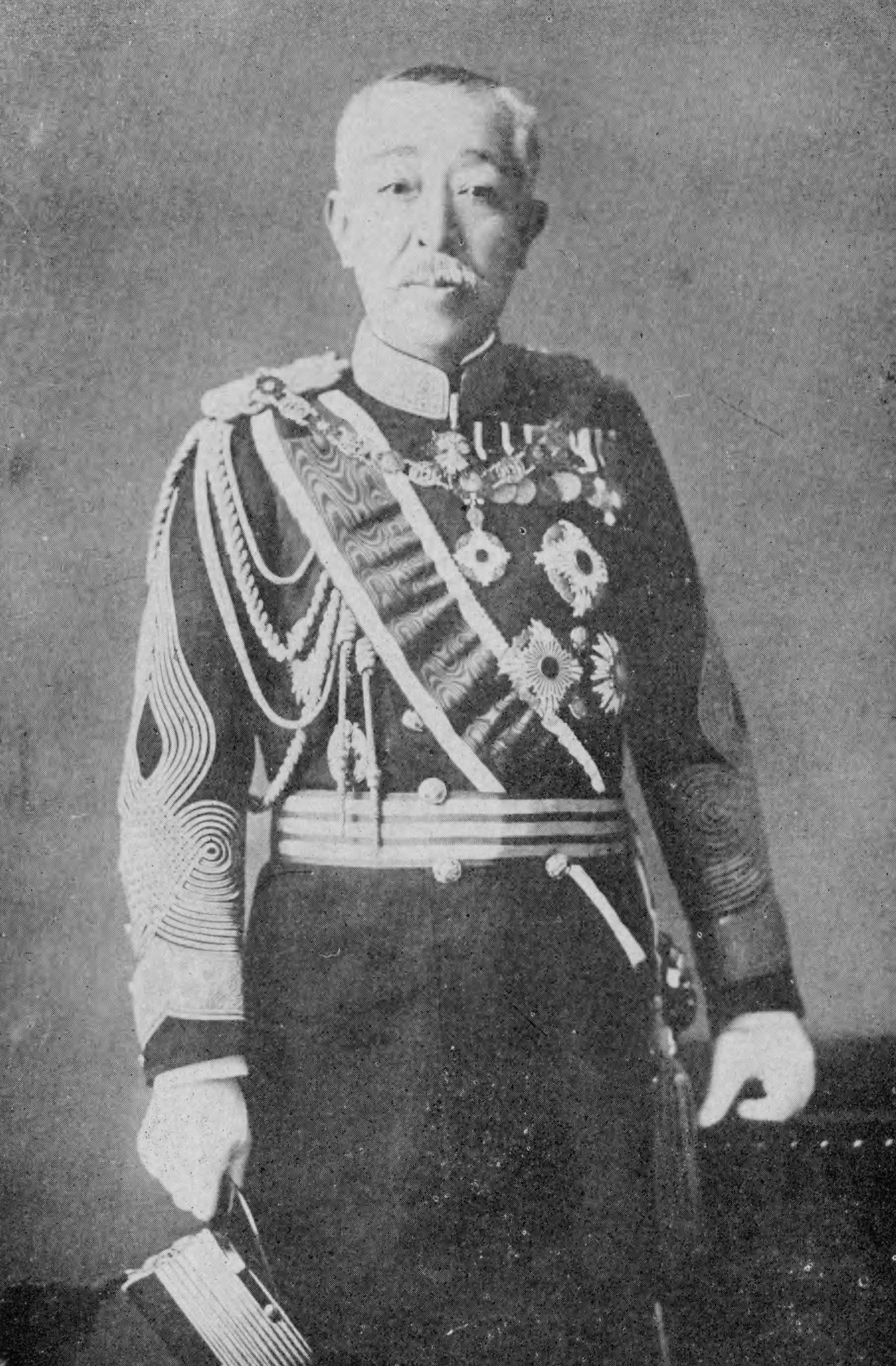
SAI Fushimi Sadanaru en 1918
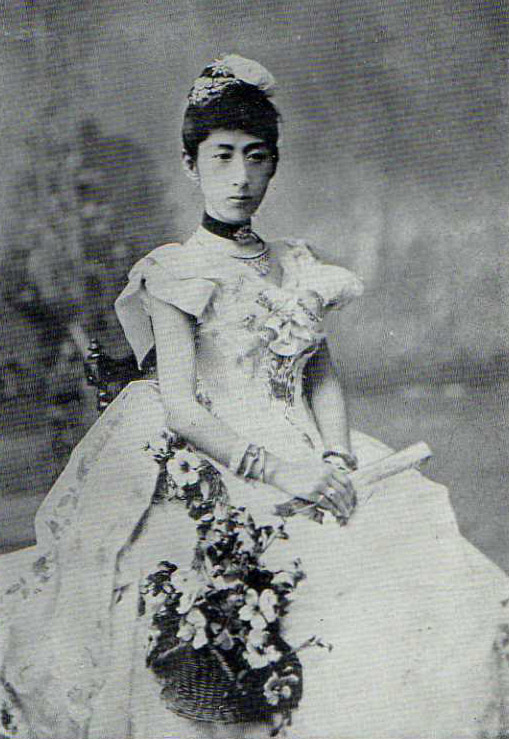
SAI Fushimi Toshiko